# Адамян, Армен Армоевич
Арме́н Армо́евич Адамя́н (арм. Արմեն Արմոյի Ադամյան; 14 октября 1967, Степанакерт, НКАО, Азербайджанская ССР, СССР) — советский и армянский и российский футболист, полузащитник. Тренер.

## Карьера

### Клубная
В 1984—1985 и 1988 годах выступал за команду «Карабах» (Степанакерт). В 1988 году перешёл в абовянский «Котайк», который играл в первой лиге СССР. В конце сезона 1991 выступал за команды города Степанакерта «Еразанк» и «Арцах». В 1992 году вернулся в «Котайк», где провёл полный сезон. В 1994 году переехал в Россию, где выступал за «Черноморец» (Новороссийск), «Кубань» (Славянск-на-Кубани). В 1995—2000 годах играл за «Кристалл» (Смоленск) (165 матчей, 50 голов). Позже играл в клубе «Аль-Салам» из Ливана (2000—2001), в белгородской «Салют-Энергии» (2001—2002).
Свои лучшие годы армянский полузащитник провёл в смоленском «Кристалле», став там за шесть лет практически символом команды. Он настолько полюбился местным болельщикам, что ему даже посвящали стихотворения, в которых он удостаивался, в частности, таких характеристик: «Армянский футболист смоленского разлива, но явно с пятизвёздочным клеймом!»

### В сборной
Вызывался в сборную Армении (1998—1999), сыграл 3 матча, забил 1 гол.

### Тренерская
Выпускник ВШТ, имеет тренерскую лицензию категории «В». В феврале 2005 года возглавил аштаракскую «Мику». Руководя командой, Адамян в течение двух сезонов завоёвывал Кубок Армении в 2005 и 2006 годах, а также серебряные медали в 2005 году. В 2006 году «Мика» оформила кубковый дубль добавив к кубку суперкубок. Именно в «Мике» Адамян завоевал свои награды в период первого нахождения в клубе. Двумя годами позже возглавил смоленский «Днепр». А после вновь вернулся в «Мику». Возвращение Адамяна положительно встретили в клубе и в болельщицкой среде. Связывалось это в первую очередь с прошлыми заслугами. Перед Адамяном были поставлены высокие требования — это победа в чемпионате и кубке. Начало вроде бы подтвердило намеренность клуба на свои цели, однако в дальнейшем игровая система Адамяна дала сбой, из-за чего в полуфинале был дан зелёный свет «Бананцу», а в чемпионате «Мика» была позади медальных позиций. В связи с неудовлетворительными результатами Адамян в августе покинул команду. Место главного тренера занял Армен Шахгельдян. Адамяну была предложена другая вакансия, стать главным тренером «Мики-2», с которой он согласился. Таким образом произошла рокировка между тренерами основного состава и дубля. Летом 2011 года Адамяну поступило предложение от ульяновской «Волги» возглавить команду. Специалист принял предложение и подписал контракт до конца года. Это второе пришествие Адамяна в ульяновский клуб, до этого он был ассистентом в 2008 году. Под его руководством команда завоевала бронзовые медали в чемпионате, а также пробилась в 1/16 Кубка России, где уступила махачкалинскому «Анжи».

## Достижения

### Как игрок
«Лернаин Арцах»
- Бронзовый призёр Второй лиги СССР: 1991

«Черноморец» (Новороссийск)
- Победитель Первого дивизиона: 1994

### Как тренер
«Мика»
- Серебряный призёр чемпионата Армении: 2005
- Бронзовый призёр чемпионата Армении: 2006, 2007
- Обладатель Кубка Армении (2): 2005, 2006
- Обладатель Суперкубка Армении: 2006
- Финалист Суперкубка Армении: 2007

«Волга» (Ульяновск)
- Бронзовый призёр Второго дивизиона зоны Урал-Поволжье: 2012

«Лори»
- Победитель Первой лиги: 2017/18

## Родственные связи
Брат Арташес (род. 1970), сын Артур (род. 1992) — также футболисты.